# نادي ملقا يونايتد
نادي ملقا يونايتد هو نادي كرة قدم ماليزي أٌسس عام 1924. يلعب النادي في Malaysia FAM Cup ‏.